# Tjeckoslovakiens Grand Prix
Tjeckoslovakiens Grand Prix var en  Grand Prix-tävling som kördes på Masaryk Circuit i Brno i dåvarande Tjeckoslovakien.

## Vinnare av Tjeckoslovakiens Grand Prix

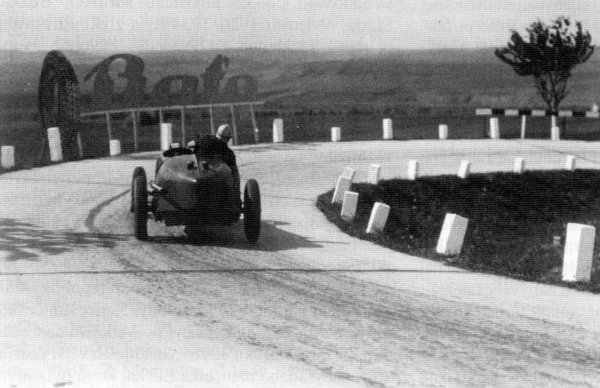
Masaryk Circuit, ca 1935.

| År             | Förare                                           | Bil            |
| -------------- | ------------------------------------------------ | -------------- |
| 1930           | Heinrich-Joachim von Morgen Hermann zu Leiningen | Bugatti        |
| 1931           | Louis Chiron                                     | Bugatti        |
| 1932           | Louis Chiron                                     | Bugatti        |
| 1933           | Louis Chiron                                     | Alfa Romeo     |
| 1934           | Hans Stuck                                       | Auto Union     |
| 1935           | Bernd Rosemeyer                                  | Auto Union     |
| 1936           | Ingen tävling                                    | Ingen tävling  |
| 1937           | Rudolf Caracciola                                | Mercedes-Benz  |
| 1938 till 1948 | Inga tävlingar                                   | Inga tävlingar |
| 1949           | Peter Whitehead                                  | Ferrari        |